# Dendranthema morifolium
Dendranthema morifolium là một loài thực vật có hoa trong họ Cúc. Loài này được (Ramat.) Tzvelev mô tả khoa học đầu tiên năm 1961.